# Pelochelys bibroni
La tartaruga guscio molle gigante della Nuova Guinea (Pelochelys bibroni (Owen, 1853)) è una specie di tartaruga della famiglia dei Trionichidi.

## Descrizione
È una specie di grandi dimensioni, tanto che il carapace può raggiungere la lunghezza di 1000 mm. Questo si presenta appiattito e di forma rotondeggiante, con la superficie liscia negli adulti e ruvida negli immaturi (per la presenza di tubercoli, caratteristica che fa distinguere i giovani di questa specie da quelli delle altre due specie di Pelochelys, dove sono del tutto assenti). La colorazione del carapace è brunastra, con marcature gialle irregolari e ben contrastate negli individui adulti. Questo pattern, assieme alla presenza di striature gialle sul collo, consente il riconoscimento di P. bibroni dalle altre due specie congeneri. Il capo è largo e schiacciato, con una proboscide piuttosto breve.

## Distribuzione e habitat
È originaria della Nuova Guinea, dove è diffusa nelle regioni meridionali dell'isola, sia nella porzione indonesiana che in quella appartenente allo stato di Papua Nuova Guinea. Predilige le acque dolci di fiumi, laghi, paludi e acquitrini, ma è stata segnalata anche in aree costiere e in zone estuarine mostrando una certa tolleranza alle acque salate.

## Biologia
Le femmine depongono, tra giugno e agosto, mediamente una trentina di uova, suddivise in una o due nidiate. La dieta è prevalentemente carnivora, su invertebrati, molluschi e crostacei, ma viene integrata anche con vegetali. Per gli individui adulti l'unico predatore, oltre all'uomo è rappresentato dal coccodrillo marino (Crocodylus porosus).

## Conservazione
P. bibroni è minacciata, in generale, dalla perdita e dall'alterazione dell'habitat. Le uova e la carne rappresentano un alimento per le popolazioni locali. La specie è inoltre commerciata per i mercati internazionali della terraristica e per quelli nel sud-est asiatico e in Cina della medicina tradizionale e alimentare.